# CHD4
La helicasa con cromodominio de unión a ADN 4 (CHD4) es una enzima codificada en humanos por el gen CHD4.
El producto de este gen pertenece a la familia de helicasas SNF2/RAD54, que se caracteriza por la presencia de cromodominios (modificadores de la organización de la cromatina) y dominios SNF2 de tipo helicasa/ATPasa. CHD4 representa el principal componente del complejo de remodelación y de acetilación del nucleosoma, y juega un importante papel en procesos de represión transcripcional epigenética. Los pacientes con dermatomiositis desarrollan autoanticuerpos contra esta proteína.

## Interacciones
La proteína CHD4 ha demostrado ser capaz de interaccionar con:
- HDAC1[4][5][6]
- HDAC2[7][8][6]
- MTA2[4]
- SATB1[9]
- ATR[8]